# Branchevereniging Koninklijke Nederlandse Bouwkeramiek

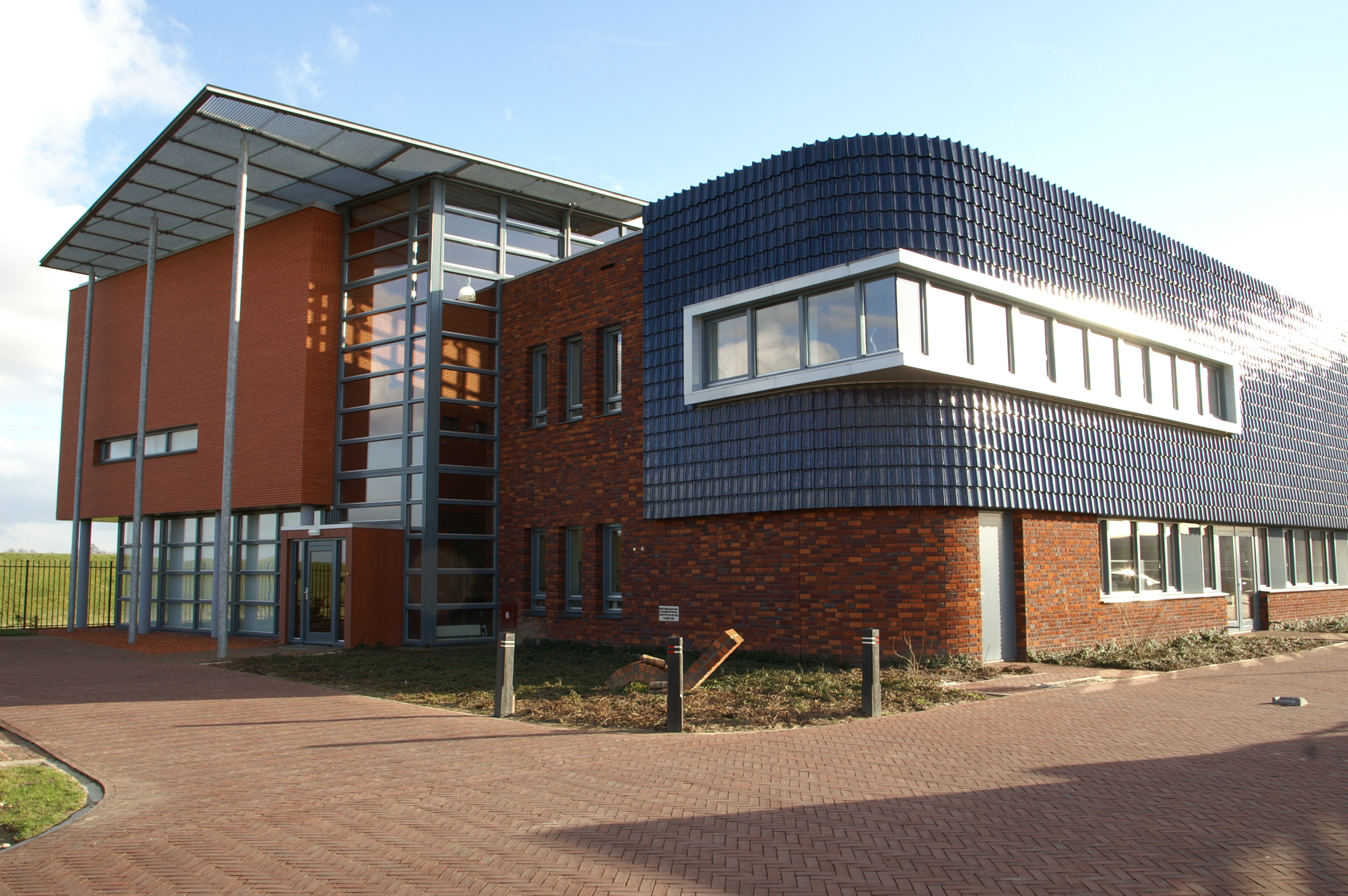
KNB is sinds 2004 gevestigd in het Keramisch Huis te Velp (Gelderland)

De Branchevereniging Koninklijke Nederlandse Bouwkeramiek (KNB) officieel vereniging Koninklijke Nederlandse Bouwkeramiek, is de branchevereniging van nationale en multinationale ondernemingen die in Nederland op industriële wijze klei omzetten in een vormvast keramisch product voor de bouw of andere toepassingen. 

## Doelstelling
KNB behartigt nationaal en Europees de gezamenlijke belangen van de keramische industrie in Nederland op het gebied van milieu, energie, grondstoffen, duurzaamheid, normeringen, arbeidsomstandigheden en vakopleidingen. Voor specifiek de baksteenindustrie draagt KNB voorts zorg voor de ontwikkeling en overdracht van kennis naar de ontwerpende en verwerkende beroepspraktijk en naar het onderwijs. KNB vertegenwoordigt de sector bij afspraken met de overheid en andere partijen. Voor de baksteenindustrie is KNB partij bij de collectieve arbeidsovereenkomst voor werknemers in de baksteenindustrie. 

## Lidmaatschappen
In Nederland is KNB is aangesloten bij VNO-NCW, AWVN en NVTB, en internationaal bij de Europese koepelorganisaties Cerame-Unie, CET (European Ceramic Tiles) en TBE (Tiles and Bricks Europe). 

## Participatie
KNB neemt deel in Stichting Stapelbouw en is kennispartner van Duurzaam Gebouwd.

## Geschiedenis
In 1884 werd de Vereniging van Nederlandse Baksteenfabrikanten opgericht. Later volgden ook organisaties op verzuilde grondslag, zoals katholieke. In de eerste decennia van de 20e eeuw was het animo voor organisatie nog niet erg groot, maar dit veranderde vanaf de economische malaise in de jaren 1920. 
In 1942 werden alle neutrale en verzuilde brancheverenigingen door de Duitse bezetter samengevoegd, waarbij de Vakgroep Baksteenindustrie werd gevormd. Na de oorlog richtten katholieken echter hun eigen branchevereniging weer op, die uiteindelijk in 1950 toch fuseerde met de Vakgroep tot de (federatieve) Vereniging De Nederlandse Baksteenindustrie (DNB), vanaf het honderdjarig bestaan in 1984 Koninklijk Verbond van Nederlandse Baksteenfabrikanten. Het katholieke zuiden behield nog wel een eigen vereniging van werkgevers, maar reeds vanaf 1966 zonder katholieke signatuur. 
Na een meerjarige samenwerking binnen de Stichting Verenigde Keramische Organisaties (VKO, 2008 - 2012) besloten in 2011 de in KNB samenwerkende baksteenfabrikanten tot een fusie met de zusterkoepels voor keramische dakpannen (NEDACO) en die voor de aardewerkindustrie (AVA). Resultaat in 2012 was de nieuwe branchevereniging Koninklijke Nederlandse Bouwkeramiek (KNB). Deze verenigt fabrikanten van metsel-, straat- en poreuze binnenmuurbaksteen, keramische dakpannen en gebakken wand – en vloertegels.

## Leden
Bij de vereniging Koninklijke Nederlandse Bouwkeramiek zijn aangesloten:
- Caprice Holding BV
  - B.V. Steenfabriek Huissenswaard
- DEKO BV te Elst
- Baksteen Engels BV
  - Steenfabriek Engels Helden BV
  - Steenfabriek Engels Oeffelt BV
- Steenfabriek Klinkers BV
- Steenfabriek Linssen BV
- Monier BV
  - Monier BV Tegelen
  - Monier BV Woerden
- Koninklijke Mosa BV
- De Porceleyne Fles BV
- Steenfabriek De Rijswaard BV
- Rodruza BV
  - Rodruza Steenfabriek Rossum B.V.
  - Rodruza B.V. Steenfabriek De Zandberg
- Steenindustrie Strating BV
- Koninklijke Tichelaar Makkum
- Vandersanden Nederland BV
  - Steenfabriek Hedikhuizen BV
  - Steenfabriek Spijk BV
  - Steenfabriek Tolkamer BV
  - Steenfabriek Kessel BV
  - Steenfabriek Beek BV
- Steenfabriek Vogelensangh
- Steenbakkerij Zilverschoon Randwijk
- Wienerberger BV
  - Wienerberger Janssen-Dings
  - Wienerberger Narvik Deest
  - Wienerberger Azewijn, Azewijn
  - Wienerberger Narvik Tegelen
  - Wienerberger Bemmel
  - Wienerberger Erlecom
  - Wienerberger Haaften
  - Wienerberger Heteren
  - Wienerberger Kijfwaard Oost
  - Wienerberger Kijfwaard West
  - Wienerberger Nuance
  - Wienerberger Panningen
  - Wienerberger Poriso Brunssum
  - Wienerberger Schipperswaard
  - Wienerberger Thorn
  - Wienerberger Wolfswaard
  - Wienerberger Zennewijnen